# Листопадовий чин
Листопа́довий чин (також Листопа́дова револю́ція, Листопа́довий переворо́т, Листопа́довий зрив, Першолистопа́дове повста́ння) — українське повстання, організоване в ніч з 31 жовтня на 1 листопада 1918 року Українською Національною Радою силами Українських січових стрільців у Королівстві Галичини і Володимирії, коронній землі Австро-Угорської імперії, щоб установити владу Української Держави (названої згодом «Західноукраїнська Народна Республіка») на землях, на які вона претендувала. У результаті утворилася держава площею 70 тис. км², що викликало невдоволення Польщі, котра розв'язала польсько-українську війну 1918—1919 років, щоб захопити назад Галичину.

## Причини та організація
Восени 1918 року починає розвалюватися Австро-Угорська імперія. Австрійський імператор 16 жовтня 1918 року видав Маніфест про перебудову держави на федеративній основі. Українці робили все для того, щоб у Східній Галичині влада перейшла до них. Але уряд імперії не поспішав утворити з Галичини та Буковини окремий автономний край, виникла загроза передачі Східної Галичини полякам.
Польські військові та політичні кола, посилаючись на «державотворчу нездатність» західних українців та необхідність об'єднання Галичини у «стратегічну Польщу, яка охороняла б Європу від більшовиків», заручившись підтримкою США і Антанти, створили у Парижі Польський Національний Комітет. 28 жовтня у Кракові було утворено Польську Ліквідаційну Комісію, метою якої було проведення у Львові в ніч з 2 на 3 листопада збройного виступу зі встановленням польської влади, про що було попереджено намісника Галичини й австрійський уряд. Приїзд Комісії до Львова був запланований на 1 листопада.
У вересні 1918 року у Львові українські військові утворили таємний Центральний Військовий Комітет. Він розгорнув пропаганду та розпочав організаційну роботу по формуванню української збройної сили в австрійській армії. Центральний військовий комітет об'єднав провідників українських гуртків австрійських військових частин м. Львова та запланував перебрання влади у Галичині і створення в ній Української держави. Збройний виступ у Львові мали розпочати місцеві частини, де українці були в більшості. До таких належали: 15-й піхотний полк, 19-й стрілецький полк, курінь 41-го піхотного полку та 50-й вартовий курінь. Серед інших формувань були військова поліція та 30-й стрілецький курінь, де українці складали 40–50 %, і жандармерія, де вони складали третину. Усього на 25 жовтня у Львові налічувалось близько 2500 вояків-українців, з них 800 — у віці 40-50 років, і 60 старшин.
До Львова 30 жовтня 1918 року прибув сотник УСС Дмитро Вітовський. Він узяв на себе командування українськими військовими формуваннями, які були організовані в австрійських полках Львівського гарнізону.

Увечері 31 жовтня в Народному домі члени Національної Ради та Військового Комітету обговорити результати останніх переговорів Костя Левицького з намісником Гуйном про передачу влади українцям. Гуйн відмовився це зробити, посилаючись на відсутність вказівок з центру. Деякі учасники пропонували чекати маніфесту з Відня, проте представник Центрального Військового Комітету Дмитро Вітовський наполягав на збройному захопленні влади: 
|  | Якщо цієї ночі ми не візьмемо Львів, то завтра візьмуть його поляки! |

Вітовський переконав членів Національної Ради вдатися до виступу. Начальник штабу Семен Ґорук розіслав кур'єрів до комісарів повітів з наказом у ніч на 1 листопада взяти владу на місцях. Командирові полку УСС Осипу Букшованому було наказано виїхати з бойовими частинами до Львова. Комісару Перемишля наказано зайняти місто і знищити міст через річку Сян, щоб не пропустити через неї «ні одного поляка».

Основну збройну силу українців становили 15-й тернопільський, 19-й львівський, 41-й чернівецький полки, 30-й, 50-й та 90-й курені УСС, загальна чисельність яких 25 жовтня становила 2400 осіб. Однак, більшість частин не були бойовими, не вистачало офіцерів. На нараді старшин у Народній гостиниці увечері 31 жовтня з'ясувалося, що в розпорядженні штабу повстання всього близько 1400 стрільців і 60 старшин. На засіданні, яке згодом перебралося до кам'яниці «Просвіти» на площі Ринок, а потім у Народний дім, 35 присутніх командирів отримали конкретні бойові завдання для захоплення найважливіших об'єктів Львова та роззброєння неукраїнських підрозділів. Натомість, поляки розраховували зайняти Львів 2–3 листопада без зайвих зусиль.

Меморіальна таблиця на львівській ратуші: «1 листопада 1918 р. на львівській ратуші був вперше піднятий державний синьо-жовтий прапор…»

## Повстання
О четвертій годині ранку 1 листопада почалося повстання. Першими почали діяти загони поручика Цьокана Іллі. Він також повідомив у штаб, що австрійські, німецькі та угорські підрозділи дотримуються нейтралітету. Загін поручника Мартинця захопив ратушу, 75 стрільців хорунжого Сендецького оволоділи намісництвом та арештували генерала Гуйна. Четар Григорій Трух зайняв комендатуру і арештував генерала Пфеффера, четар Огоновський зайняв і роззброїв міську поліцію, відразу було розташовано першу помічну службу сотника Я. Гинилевича. О 5-й ранку було відключено міський телефон і міжнародну телеграфну лінію, захоплено радіо. До світанку зайнято всі вокзали. Вже на ранок у місті з'явилися українські патрулі з синьо-жовтими стрічками на шапках. На львівській ратуші групою вояків було піднято синьо-жовтий прапор, виготовлений дружиною директора «Народної торгівлі» Марією Лазорко і встановлений безпосередньо 19-річним вістуном Степаном Паньківським. О 7-й ранку Дмитро Вітовський рапортував Костю Левицькому про зайняття Львова без жодних людських втрат. Тоді ж Військовий Комітет було перейменовано на Українську Генеральну Команду.

Пам'ятник Героям Листопадового чину, який відкрили 31 жовтня 2018 року у Львові

Українські активісти і підрозділи УСС перейняли владу також у містах Станиславів, Тернопіль, Золочів, Сокаль, Рава-Руська, Коломия, Снятин, Печеніжин, Борислав та інших.

Вдень намісник Гуйн передав всю владу в Галичині своєму заступнику українцеві Децикевичу, посилаючись на маніфест цісаря від 16 жовтня 1918 року Українській Національній Раді. Надвечір генерала Гуйна та чиновників австрійської адміністрації було відпроваджено потягом до Відня. Перед від'їздом генерал Гуйн сказав: 
|  | Мені старому здається, що справа не піде так легко, як почалася. Ваші противники — це завзяті люди. |

1 листопада у Львові була розповсюджена відозва Української Національної Ради до населення міста Львова:
|  | Волею українського народу утворилася на українських землях Австро-угорської монархії Українська Держава. Найвищою державною властю Української Держави є Українська Національна Рада. З нинішнім днем Українська Національна Рада обняла владу в столичнім місті Львові і на цілій території Української Держави. Дальші зарядження видадуть цивільні і військові органи Української Національної Ради. Взивається населення до супокою і послуху сим зарядженням. Під сею умовою безперечність публичного порядку, життя й маєтку, як також заосмотрення в поживу вповні запоручається. |

## Наслідки

Відкриття пам'ятника Героям ЗУНР та УГА 1 листопада 2018 року у Львові

Листопадовий чин спричинив утворення Української Держави площею 70 тис. км². 9 листопада було сформовано її уряд — Державний Секретаріат. 13 листопада Українська Держава отримала нову назву згідно з прийнятим Українською Національною Радою Тимчасовим основним законом — Західноукраїнська народна республіка. Втім, це призвело до опору поляків і розгортання з перших днів існування ЗУНР Польсько-української війни. Так, уже 1 листопада у Львові польське населення міста розпочало підготовку до неї. Польський штаб розмістився у Будинку техніків (на сучасній вулиці Горбачевського) та Школі імені Сенкевича (на сучасній вулиці Залізняка, 21). Під вечір 1 листопада наприкінці вулиці Коперника з'явилися перші збройні вузли польських боївок.
На пам'ять про Листопадовий чин у центрі Львова названо вулицю. Щороку, 1 листопада, у Львові відзначають День Листопадового чину.
1 листопада 2018 року у Львові відбулося відкриття пам'ятника Героям ЗУНР та УГА.

### Спомини
- Анатоль Курдидик Мій райдужний перший // День. — № 207. — 2010. — 12 листопада.
- Володимир Коссар. Мій День Першого Листопада // Українська Стрілецька Громада в Канаді (1928-1938): альманах. — Саскатун : Накладом української Стрілецької Громади в Канаді. Друком видавництва «Новий шлях», 1938. — С. 124—126.

## Рекомендована література
- Західно-Українська Народна Республіка 1918-1923. Енциклопедія: До 100-річчя утворення Західно-Української Народної Республіки. — Івано-Франківськ : Манускрипт-Львів, 2018. — Т. 1: А-Ж. — 688 с. — ISBN 978-966-2067-44-6.
- Західно-Українська Народна Республіка 1918-1923. Енциклопедія: До 100-річчя утворення Західно-Української Народної Республіки. — Івано-Франківськ : Манускрипт-Львів, 2019. — Т. 2: З-О. — 832 с. — ISBN 978-966-2067-61-3.
- Західно-Українська Народна Республіка 1918-1923. Енциклопедія: До 100-річчя утворення Західно-Української Народної Республіки. — Івано-Франківськ : Манускрипт-Львів, 2020. — Т. 3: П-С. — 576 с. — ISBN 978-966-2067-65-1.
- Західно-Українська Народна Республіка 1918-1923. Енциклопедія: До 100-річчя утворення Західно-Української Народної Республіки. — Івано-Франківськ : Манускрипт-Львів, 2021. — Т. 4: Т-Я. — 688 с. — ISBN 978-966-2067-72-9.